# Carlos Chagas
Carlos Justiniano Ribeiro Chagas (Oliveira, 9 luglio 1879 – Rio de Janeiro, 8 novembre 1934) è stato un batteriologo e igienista brasiliano. Scoprì la tripanosomiasi americana che da lui prese il nome di malattia di Chagas, nel 1909, lavorando per l'Istituto Oswaldo Cruz di Rio de Janeiro. Fu l'unico caso nella storia della medicina, nel quale un unico ricercatore descrisse completamente una nuova malattia infettiva: l'agente eziologico, il vettore, l'ospite definitivo, il quadro clinico e l'epidemiologia.

## Biografia
Figlio di José Justiniano das Chagas, un mineiro, produttore di caffè, e di Mariana Cândida Chagas, rimase orfano di padre a soli 4 anni. A 16 anni si iscrisse alla Facoltà di Medicina di Rio de Janeiro e si laureò nel 1903 con una tesi dal titolo Studio ematologico della malaria ("Estudo Hematológico do Paludismo"). In tale occasione conobbe il grande igienista brasiliano Oswaldo Cruz, fondatore dell'omonimo istituto carioca.
Chagas accettò l'incarico di ufficiale sanitario del porto di Santos, nello Stato di San Paolo, con il compito di combattere la malaria che affliggeva i lavoratori portuali. In tale occasione introdusse l'impiego del piretro come insetticida per la disinfestazione degli ambienti domiciliari.
Nel 1905 si occupò della prima campagna di profilassi antimalarica, a Itatinga, nell'interno dello Stato di San Paolo, raggiungendo in poco tempo il controllo dell'epidemia. Fu la prima campagna di profilassi efficace nella storia della lotta alla malaria. Il suo metodo consistette nell'osservare e descrivere minuziosamente la trasmissione intra-domiciliare della malaria, della quale fu il primo ricercatore a rendersi conto. Sulla base delle sue esperienze vennero progettate le future campagne antimalariche di tutto il mondo.
Tornato a Rio de Janeiro, nel 1906, fu ufficialmente ammesso all'Istituto Oswaldo Cruz (IOC), dove avrebbe lavorato per tutta la sua vita.
Alla fine del 1907, fu inviato da Oswaldo Cruz, insieme al collega Belisário Penna, a Lassance - Minas Gerais, nei pressi del fiume São Francisco, per studiare un'epidemia di malaria che affliggeva l'accampamento degli operai che stavano costruendo la ferrovia della compagnia E.F. Central do Brasil. Chagas allora arrangiò un laboratorio da campo in una carrozza di treno. La gente del luogo gli raccontò dell'esistenza di alcune cimici dette barbeiros, che, di notte, uscivano dalle crepe nelle pareti delle case e si arrampicavano sui volti degli abitanti per succhiarne il sangue. Ne catturò alcuni rossi e neri (del genere Panstrongylus) e scoprì, nell'intestino e nelle feci di questi emitteri, numerosi protozoi con le caratteristiche morfologiche dei tripanosomi. All'inizio pensò a uno stadio evolutivo di un qualche protozoo emoflagellato dell'insetto o di qualche altro vertebrato.
Tornò a Rio de Janeiro e fece pungere alcune scimmie dagli insetti che aveva scoperto e nel sangue periferico di una di queste ritrovò i tripanosomi. Chiamò il parassita Schizotrypanum cruzi poi Trypanosoma cruzi in onore del suo maestro Oswaldo Cruz. Scoprì anche delle forme tissutali del parassita, gli amastigoti, che si dividevano per fissione binaria e formavano nidi e pseudocisti nelle fibre muscolari e cardiache.
Tornato a Lassance, successivamente Chagas segnalò il primo caso di forma acuta di una nuova malattia: trovò lo stesso parassita che aveva scoperto, nel sangue di una bambina con febbre, anemia, epato-splenomegalia (poi questa bimba visse fino a veneranda età senza problemi). Dimostrò che quel parassita era la causa di una malattia molto comune nelle regioni rurali del Brasile.
Nell'aprile del 1909, a 29 anni, Chagas segnalò sulla Revista Brasil-Médico l'esistenza di una nuova entità morbosa dell'uomo. Il primo e unico caso nella storia della medicina nel quale lo stesso studioso ha descritto una malattia e ne ha scoperto agente eziologico e vettore.
A Lassance, mentre scopriva il Trypanosoma cruzi, Chagas descrisse un altro protozoo che trovò nei polmoni di alcune delle scimmie che aveva infettato col tripanosoma e inizialmente lo considerò uno degli stadi evolutivi del Trypanosoma cruzi. Successivamente Antonio Carini e Delanoë riconobbero quel protozoo come appartenente a un nuovo genere: Pneumocystis (che recentemente si è rivelato essere, in verità, un fungo!).
Nel 1912 Chagas fu insignito, dall'Istituto di Malattie Tropicali di Amburgo, del premio "Schaudinn", come autore del miglior lavoro di argomento protozoologico realizzato fino ad allora.
Alla morte di Oswaldo Cruz nel 1917, Chagas assunse la direzione dell'Istituto omonimo. Nel 1918 il governo brasiliano lo incaricò di guidare la campagna contro l'epidemia di influenza spagnola, nello Stato di Rio de Janeiro e nel 1919 di organizzare la riforma sanitaria, creando il Departamento Nacional de Saúde Pública (DNSP).
Nel 1925 creò la cattedra di Medicina Tropicale presso la Faculdade de Medicina do Rio de Janeiro, introducendo lo studio dell'igiene pubblica in Brasile.
Morì improvvisamente a 55 anni, l'8 novembre del 1934, per arresto cardiaco a Rio de Janeiro.